# Catena d'Enki
Enki Catena
Pour les articles homonymes, voir Enki.
La catena d'Enki (désignation internationale : Enki Catena) est une chaîne de cratères d'impact située sur Ganymède. Elle a été nommée en référence à Enki, principal dieu de l'eau de l’apsû.